# Quintus Cornificius
Quintus Cornificius, död 42 f.Kr., var en romersk författare, poet och retoriker. Cornificius var samtida med Cicero och är en av dem som föreslagits som författare till skriften Ad Herennium, som länge ansågs vara skriven av Cicero. Cornificius var en anhängare till Cæsar, blev 44 f.Kr. ståthållare i Africa, slöt sig sedermera till Sextus Pompejus och stupade 42 f.Kr. i Utica.